# Zacharias Prueschenck von Lindenhofen
Zacharias Prueschenck von Lindenhofen,  (* 20. Januar 1610 in Lindhof bei Sulzbach; † 3. Mai 1678 in Eisenach) war ein deutscher Rechtswissenschaftler, Staatsmann und Minister.

## Leben
Geboren als Sohn eines Bauern und Steuereinnehmers auf Gut Lindhof bei Sulzbach in der Oberpfalz, wurde der begabte und talentierte Sohn mit Unterstützung des pfalzgräflichen Hofbeamten Zacharias Staudner, einem engen Freund der Familie, zur Erziehung nach Neuburg an der Donau geschickt und  studierte ab 1628 Rechtswissenschaft an der Universität Altdorf. Auf Grund der einsetzenden religiösen Verfolgungen der Lutheraner setzte er seine Studientätigkeit an der Universität Jena fort, wo er 1635 zum Doktor der Rechtswissenschaften promoviert und im gleichen Jahr eine Professur an der juristischen Fakultät der Jenaer Universität übernahm, die er fünf Jahre innehatte; er ging 1641 als Rat an den Hof Herzog Wilhelm IV. von Sachsen-Weimar.
Er hielt sich für diesen 1653 als Gesandter auf dem Reichstag von Regensburg auf.
Im Juni 1645 wurde er als herzoglicher Statthalter für Eisenach ernannt und mit der Verwaltung des Eisenacher Landesteiles betraut. Für seine zahlreichen Verdienste um den Wiederaufbau der kriegszerstörten Stadt wurde er 1654 geadelt. Im gleichen Jahr erhielt er zudem das fürstliche Gut in Berka vor dem Hainich vom Landesherren als erbliches Lehen geschenkt.
Im Jahr 1644 wurde er unter dem Namen Der Fördernde in die Fruchtbringende Gesellschaft aufgenommen.

## Familie
Prueschenck war dreimal verheiratet: Die erste Frau war Gertrud Romanus aus Mockershausen bei Braunschweig († 1635); die zweite Frau war Anna Katharina, die Tochter des Friedrich Hortleder; seine dritte Ehe ging er mit Leveke von Kampen auf Staub und Bogenhagen ein, sie war die Witwe eines in schwedischen Diensten stehenden Reiteroberst aus Eisenberg und wurde Ludovica genannt. In Jena wurden Prueschenck drei Kinder geboren:
- Christian Friedrich Prueschenck, geboren am 26. Mai 1639, wurde 1665 als Eisenacher Hofrat genannt und war wie sein Vater ein ausgebildeter Jurist.
- Karl Friedrich Prueschenck, geboren am 28. August 1642
- Sigmund Heinrich Prueschenck verstarb wohl noch im Kindbett am 16. April 1644.